# آنگل گرانچوف
آنگل گرانچوف (انگلیسی: Angel Granchov؛ زادهٔ ۱۶ اکتبر ۱۹۹۲) بازیکن فوتبال اهل بلغارستان است.
از باشگاه‌هایی که در آن بازی کرده است می‌توان به باشگاه فوتبال زسکا صوفیه اشاره کرد.